# Rensselaer (Missouri)
Rensselaer è un villaggio degli Stati Uniti d'America, situato nello Stato del Missouri, nella contea di Ralls.